# Новый Сантандер
Новый Сантандер (исп. Nuevo Santander) — провинция вице-королевства Новая Испания, существовавшая в 1746—1824 гг.

## История

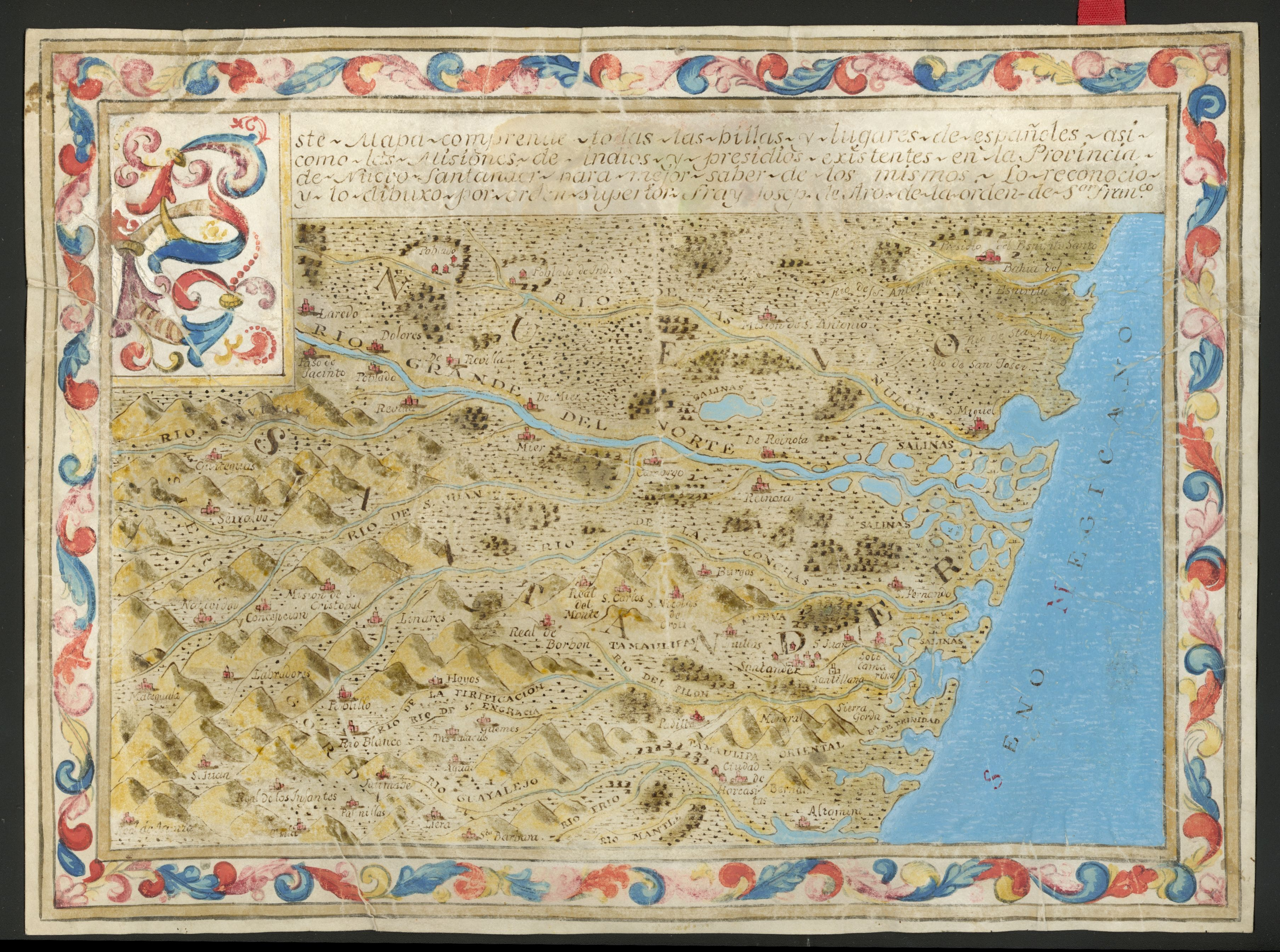
Joseph de Haro, Este Mapa [Nuevo Santander Mexico], c. 1770

3 сентября 1746 года по приказу наместника Новой Испании Хосе де Эскандона была основана новая провинция. Она была образована из земель которые ранее входили в состав Нового королевства Леон (восточная часть) и Техаса (между Рио-Гранде и Рио-Нуэсес). Изначально провинция получила называние Колония-де-ла-Коста-дель-Сено Мексикано. Однако в скором времени она была переименована. Своё новое название она получила в честь города Сантандер, из которого был родом Хосе де Эскандон.
Эскандон первым инициировал подробное исследование Нового Сантандера, отправив семь различных экспедиций для изучения региона и записи своих наблюдений. Каждая экспедиция начиналась с разных точек Новой Испании, и все они должны были сходиться в устье Рио-Гранде.
Из-за постоянных набегов индейцев поселения и миссии были почти безлюдными, и экономика территории не развивалась.
Массовая колонизация региона началась в 1748 году благодаря предложениям губернаторов Нового Леона. Новый Леон страдал от набегов индейцев которые укрывались на пустынном побережье Мексиканского залива и в прилегающих горных районах. Для борьбы с индейцами, Эскандоном была организована военная группировка из 13 боевых отрядов. После покорения индейцев на прибрежных территориях, вблизи Мексиканского залива было построено два десятка торговых поселений, которые через некоторое время превратились в города Альтамира, Рейноса, Хименес.
В 1776 году Новый Сантандер стал частью полуавтономного Генерал-капитанства Внутренних Провинций. В 1787 году Внутренние Провинции были разделены на две части с границей между ними по реке Гуанаваль. Новый Сантандер вошёл в состав генерал-капитанства Восточные внутренние провинции, состоящие из Новый Сантандера и провинций Коауила, Техас и Нового королевства Леон.
31 мая 1820 года Генерал-комендантство Внутренних Провинций было ликвидировано, а входящие в него территории вернулись в состав вице-королевства Новая Испания.
В 1821 году, когда Мексика обрела независимость, Новый Сантандер был включён в её состав и в 1824 году переименован в Свободный и Суверенный Штат Тамаулипас.